# Потрійний стрибок «Пантери»
«Потрійний стрибок „Пантери“» — радянський художній фільм 1986 року знятий на кіностудії «Казахфільм» режисером Лейлою Аранишевою.

## Сюжет
Пригодницький фільм про ліквідацію фашистських диверсантів на території Казахстану в роки Великої вітчизняної війни. Літо 1942 року, капітан Кадиров, який отримав через поранення короткострокове звільнення з фронту, на п'ять днів прибуває в рідні місця — далекий від фронту Казахстан. Але на вокзалі в комендатурі його просять допомогти місцевому відділенню НКВС і прочесати віддалену ділянку степу — за деякими відомостями туди були закинуті літаком німецькі диверсанти. Нашвидку збита Кадировим з випадкових людей «опергрупа» в складі старшини військкомату Карпіти, інструктора військкомату — естонця Тоомоса, який відновлювався після поранення, місцевого хлопця Льохи Бабича, який недавно вийшов з ув'язнення, і молодого шофера Жорку, взявши підвезти на шляху місцеву дівчину Асію, що їде до матері на віддалене пасовище, вирушає в дорогу на пошарпаному військкоматівському «ЗІСі» … не дуже-то й вірячи, що німецькі диверсанти взагалі можуть бути закинуті у ці краї. На третій день пошуків у степу і горах вони, а не спецгрупи НКВС, виявлять диверсантів, візьмуть нерівний бій і, загинувши, так не дізнаються, що ціною своїх життів зірвали операцію фашистів під кодовою назвою «Пантера», яка керувалася з Берліна.

## У ролях
- Абдрашид Абдрахманов — Арас Кадиров, капітан
- Лев Перфілов — старшина Карпіта
- Сергій Колтаков — Льоша Бабичев («Бабич»), колишній ув'язнений
- Сійм Руллі — Тоомас Лепп, інструктор
- Сергій Роженцев — Георгій Маркелов, шофер Жора
- Гульнізат Омарова — Асія
- Аміна Умурзакова — бабуся Асії
- Юрій Назаров — воєнком
- Володимир Талашко — Костянтин Бондар, начальник управління НКВС
- Володимир Шихов — Шалай, лейтенант НКВС
- Болат Калимбетов — Ібраєв, лейтенант
- Касим Жакібаєв — старий
- Меруерт Утекешева — дочка старого
- Тоомас Урб — командир німецьких диверсантів
- Яніс Рейніс — Густав, диверсант «Іван»
- Гінтс Озоліньш — «Микола», диверсант

## Знімальна група
- Режисер — Лейла Аранишева
- Сценаристи — Володимир Петелін, Георгій Тер-Ованесов
- Оператор — Георгій Гідт
- Композитор — Талгат Сарибаєв
- Художник — Ідріс Карсакбаєв